# クロンダイク・ゴールドラッシュ

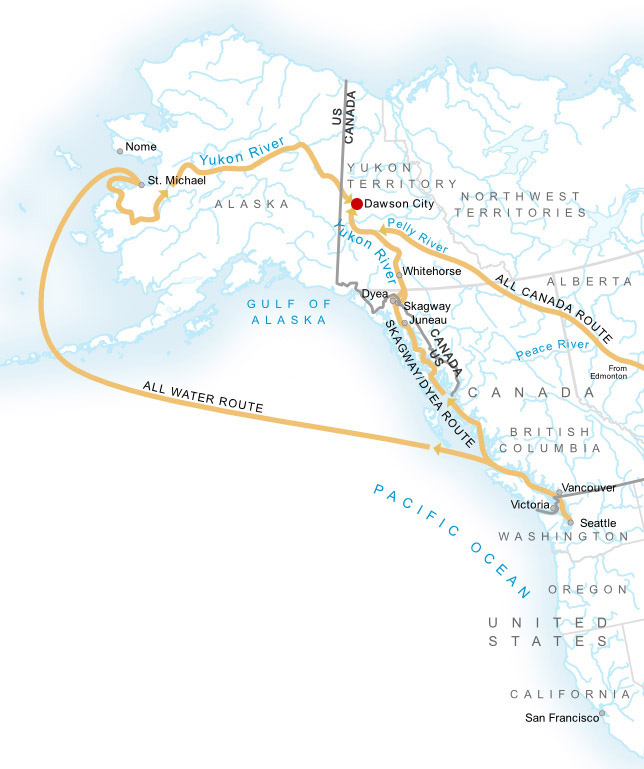
クロンダイクへの流入経路

クロンダイク・ゴールドラッシュ（英語：Klondike Gold Rush）は、カナダ・ユーコン準州クロンダイク地方で1896年から1899年に起きたゴールドラッシュである。1896年8月にクロンダイク地方で金鉱が発見されたニュースがアメリカ合衆国のシアトルやサンフランシスコに伝わると、一攫千金を狙う人々が大挙し殺到した。ゴールドラッシュで出来た町ドーソン・シティーは一時人口が3万人以上にまで膨れ上がった。
10万人以上がクロンダイクを目指したが、厳しい気候や地形の険しさのため到達出来たのは3万人から4万人、その中で幸運にも金を採掘出来たのは約4,000人と言われる。

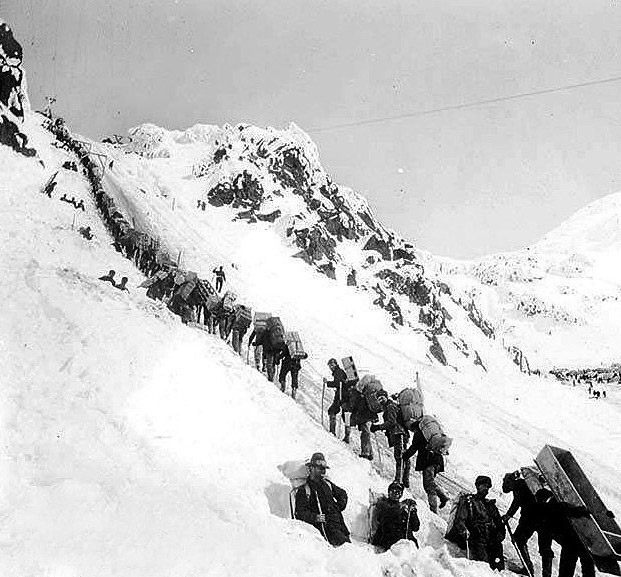
採掘希望者が長い行列をなしてチルクート峠を登る

1899年にアメリカ合衆国アラスカ州ノームで金鉱が発見されると、人口流出が起きゴールドラッシュも終焉することになった。
ユーコン・ゴールドラッシュとも呼ばれる。